# Einmal nur mit Erika (… dieser Welt entflieh’n)
Einmal nur mit Erika (… dieser Welt entflieh’n) ist ein Lied des deutschen Musikers Hubert Kah, das im März 1983 als Non-Album-Single veröffentlicht wurde.

## Entstehung und Inhalt
Den recht schnellen, in den Strophen mit einer rockigen E-Gitarre instrumentierten Song schrieb Hubert Kah gemeinsam mit Claus Zundel, wobei Kah die Musik schrieb; den Text schrieben beide gemeinsam. In ihm möchte der Protagonist mit einer Frau namens Erika „in einem rosa Luftballon“ der Welt entfliehen.

## Veröffentlichung und Rezeption
Einmal nur mit Erika erschien im März 1983 als 7"-Single bei Polydor. Auf der B-Seite befindet sich der Song Für die Nacht. Einmal nur mit Erika erreichte Platz 22 der deutschen Charts und war 15 Wochen platziert. Der Song erschien auch auf zahlreichen Neue-Deutsche-Welle-Kompilationen.
Vorgestellt wurde der Song in der zweiten Ausgabe der Sendung Formel Eins unter anderem am 12. April 1983 und wurde dabei von Moderator Peter Illmann als „live bei uns in der Sendung“ angekündigt. Die Gruppe trat dann mit dem Song am 25. April 1983 in der ZDF-Hitparade auf, konnte sich jedoch nicht unter den ersten Drei platzieren. Gitarrist Markus Löhr war wie schon bei Formel Eins in einem Lederkostüm als Rocker zu sehen, über den sich die anderen Bandmitglieder scheinbar lustig machten, während sich Kah selbst in einer rosa Zwangsjacke zeigte. Von Dieter Thomas Heck wurde der Titel als „dritter Hit in Folge“ angesagt, konnte jedoch mit 8,60 Prozent der Stimmen im TED-Voting beim Fernsehpublikum lediglich den fünften und vorletzten Platz erreichen. Ein weiterer Fernsehauftritt fand bei Vorsicht, Musik!, ebenfalls im ZDF, mit Frank Zander am 2. Mai 1983 statt.
2011 erschien eine 5:14 Minuten lange Special Maxi Version auf dem Album So80s Presents Hubert Kah (curated by Blank & Jones).